# International Reporter
International Reporter (IR) er en uafhængig norsk organisation, der arbejder for at fremme kvalitet, bredde og bevidsthed i udenrigsjournalistiken. Organisationen ble grundlagt som Forum for udviklingsjournalistik i 1987 af undervisere ved Norges Journalisthøjskole, forskere og journalister. Organisationen er drevet dels med midler fra Norad.
International Reporter har en fast medarbejder, der arbejder som faglig sekretær og redaktør af nyhedsbrevet og hjemmesiden. Organisationens bestyrelse har ni medlemmer.

## International Resource Network
International Reporter driver en engelsksproglig database, International Resource Network (IRN), der indeholder navne, kontaktoplysninger og korte præsentationer af journalister, fotojournalister, ekspert-kilder samt folk indenfor udviklingsbistand i Afrika, Asien og Latinamerika. Der er også folk i Norge, med særlig viden om disse områder. Den vigtigste målgruppe for IRN er norske journalister, men databasen kan også være relevant for udenlandske journalister samt dem, der arbejder indenfor udvikling, virksomheder eller organisationer. 

## Journalistpris
International Reporter-prisen bliver uddelt årligt til en journalist, der har produceret et journalistisk produkt, der på en indsigtsfuld, overraskende og engagerende måde har kastet lys over et internationalt tema med fokus på Afrika, Asien eller Latinamerika. Prisen blev uddelt første gang i 2010. Den gik da til journalisterne Inger Sunde og Harald Eraker for filmen ”Connecting People”, en kritisk dokumentar om mobiltelefonindustrien, som blev vist på NRK Brennpunkt .
I 2011 gik prisen til Aftenpostens korrespondent i Sydasien, Kristin Solberg, for bogen ”Gennem de renes land”.